# Beaurières
Beaurières är en kommun i departementet Drôme i regionen Auvergne-Rhône-Alpes i sydöstra Frankrike. Kommunen ligger i kantonen Luc-en-Diois som tillhör arrondissementet Die. År 2022 hade Beaurières 78 invånare.

## Befolkningsutveckling
Antalet invånare i kommunen Beaurières
Referens:INSEE